# Aquasi Boachi

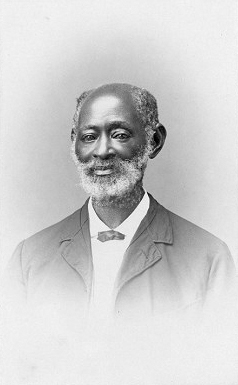
Aquasi Boachi (1899)

Aquasi Boachi, naar de hedendaagse spelling van het Twi ook wel Kwasi Boakye, prins van Ashanti, (Kumasi 24 april 1827 – Buitenzorg 9 juni 1904) was de eerste Nederlandse zwarte mijnbouwingenieur. Hij was de oudste zoon van Quakoe Dua II, koning van Ashanti. In 1837 werden hij en Kwame, zijn neef, naar Nederland gestuurd als onderpand bij een verkapte slavenhandel. Boachi volgde een studie tot mijnbouwingenieur aan de voorloper van de Technische Universiteit Delft. Hij vertrok in 1850 naar Nederlands-Indië, maar zijn carrière werd gehinderd door zijn huidskleur. Hij kreeg daarvoor een schadevergoeding.

## De reis naar Holland

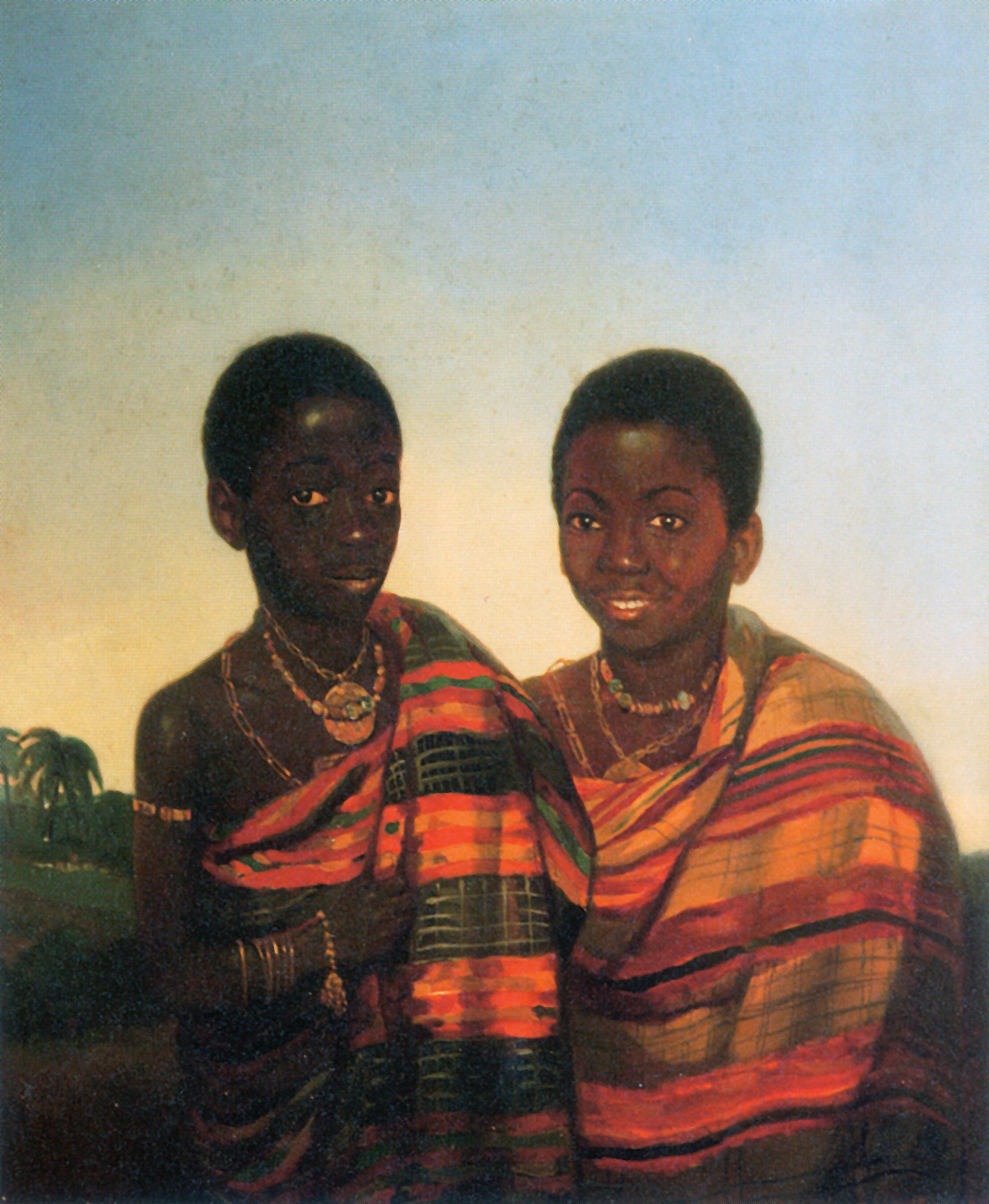
De prinsen Aquasi Boachi en Quamin Poko door J.L. Cornet.

In 1837, tijdens het bewind van gouverneur Anthony van der Eb over de Nederlandse Goudkust, sloot generaal-majoor Jan Verveer namens koning Willem I een overeenkomst met de koning van Ashanti waarbij deze beloofde om jaarlijks enkele duizenden soldaten voor Nederlands Oost-Indië te leveren. De koning ontving direct een deel van de overeengekomen som en bood zijn oudste zoon, Aquasi Boachi, en een neef, Quamin Poco (Kwame Poku), beiden rond de tien jaar oud, aan om in Nederland een goede opleiding te volgen. De kinderen waren onderdeel van de overeenkomst en werden aan de gouverneur meegegeven als bewijs van de goede trouw van de koning.

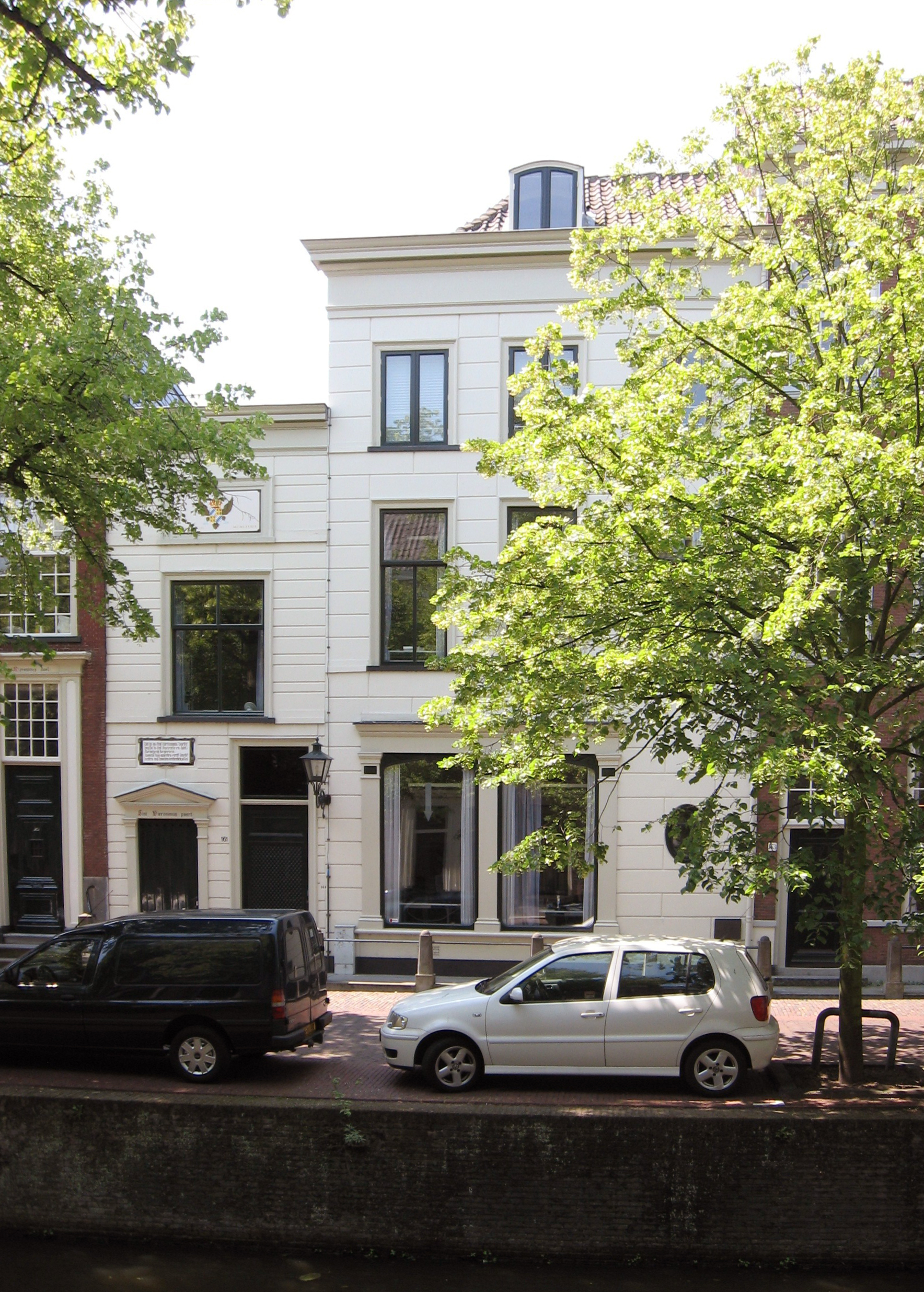
Gebouw Franse kostschool van Van Moock, Oude Delft 161

Beide jongens werden naar Nederland gebracht en kwamen op de Franse kostschool van Simon van Moock op Oude Delft in Delft.

## Opleiding en contacten met het koninklijk huis
De minister van Koloniën Baud wilde dat de jongens als zendelingen werden opgeleid om later de Ashanti te bekeren tot het christendom, maar zij wilden dit niet. 
Aquasi was intelligenter, leergieriger, en had een zachter karakter dan zijn neef Quamin. Hij accepteerde de christelijke leer waarin beiden werden opgevoed met overtuiging. In 1843 werd hij, net als Quamin, gedoopt in de Nederduitsche Hervormde Kerk van Delft. Aquasi dacht later met afschuw terug aan zijn prille jeugd in Afrika, waar het brengen van mensenoffers nog veelvuldig voorkwam.
De jongens werden uitgenodigd om aan het hof van koning Willem II en aan het hof van hertog Karel Bernhard van Saksen-Weimar-Eisenach te verschijnen, waar ze als prinsen werden behandeld. Aquasi onderhield een briefwisseling met Herman Bernhard van Saksen-Weimar-Eisenach tot diens overlijden in 1901. Herman Bernhard was het vijfde kind van Van Saksen-Weimar en diende later als generaal in het leger van Württemberg. Een levensgroot groepsportret van de jongens en generaal Verveer werd door de kunstenaar Raden Saleh geschilderd en naar de kust van Guinea gezonden om aan de koning van Ashanti aangeboden te worden. Het doek bleef echter in Fort Elmina hangen, waar het binnen een tiental jaren grotendeels verging.

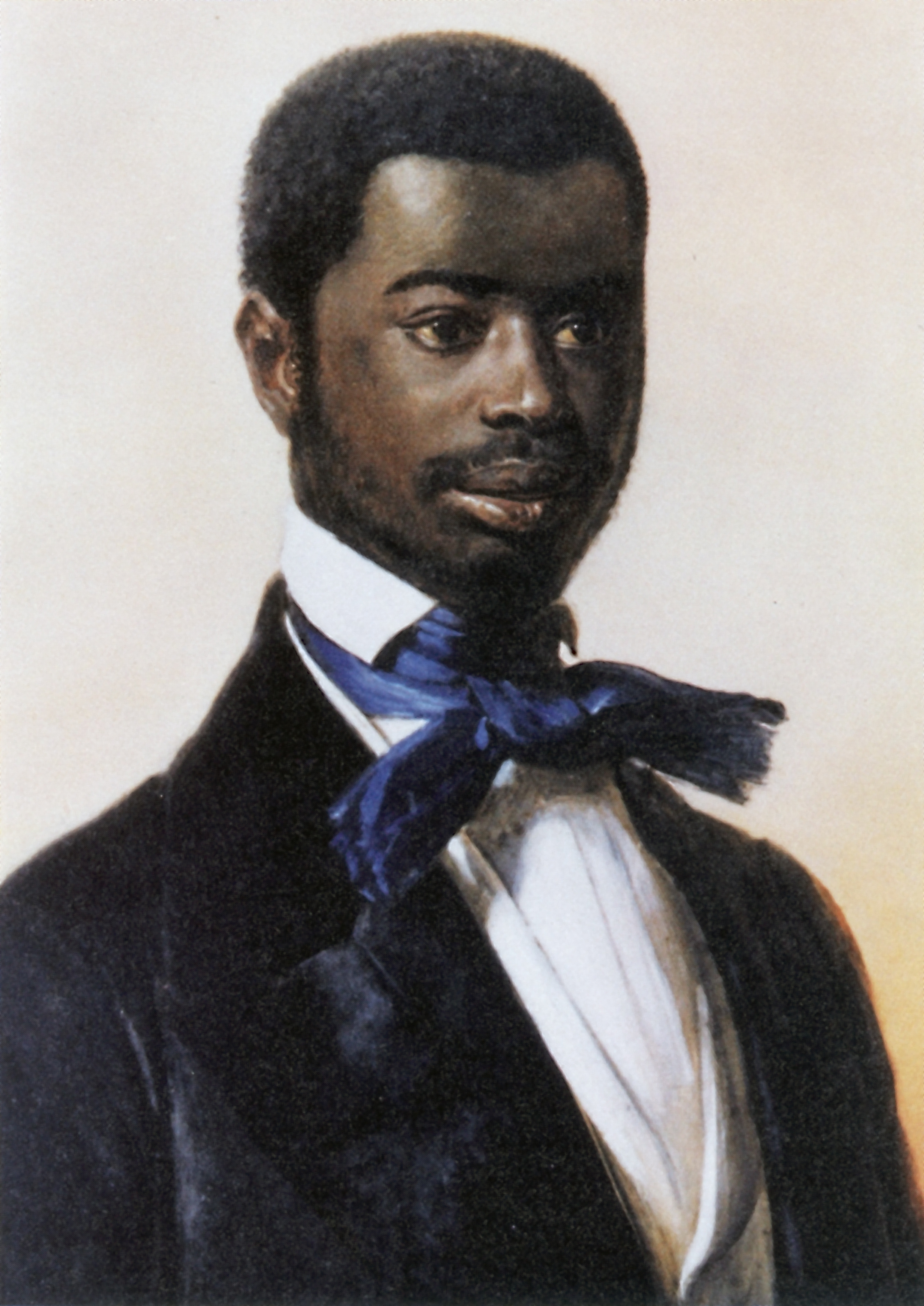
Portret van Aquasi Boachi in de Bergakademie in Freiberg

Nadat het plan om Aquasi te laten studeren aan de Universiteit van Leiden was opgegeven, werd hij na het afleggen van een toelatingsexamen op 9 juni 1843 student aan de pas opgerichte Koninklijke Akademie te Delft. Hij was bij de studenten populair en bleef met sommigen bevriend. Zijn beste vriend was Hendrik Linse, met wie hij zou blijven corresponderen. In 1847 behaalde hij met succes zijn eindexamen voor burgerlijk ingenieur en werd vervolgens opgeleid tot mijnbouwingenieur. De bedoeling van de directeur van de academie, dr. Gerrit Simons, was dat Boachi en vier anderen, onder leiding van Cornelis de Groot van Embden, die al een jaar onder professor Bleekrode enige mijnbouwkennis had opgedaan, naar Engeland zouden gaan om het vak beter te leren dan in Nederland mogelijk was.
Boachi slaagde erin om niet onder leiding te hoeven staan van De Groot, die hij niet kon verdragen. In plaats daarvan studeerde hij van juli 1847 tot juli 1848 aan de mijnbouwacademie in Freiberg in Saksen, waar hij onder andere les kreeg van de beroemde Bernhard von Cotta. Toen hij terugkeerde in Delft, behaalde hij in 1849 met succes het examen voor mijnbouwingenieur. De Groot en drie medestudenten werden op 19 februari 1850 uitgezonden naar Nederlands-Indië, De Groot als ingenieur 2e klasse en de anderen als aspirant-ingenieur. Boachi kreeg pas op 22 april 1850 een soortgelijk besluit, waarbij werd vermeld dat hij buitengewoon aspirant-ingenieur zou worden. "Buitengewoon" aspirant-ingenieur, omdat hem al kort na zijn benoeming werd meegedeeld dat hij geen leidinggevende functie zou kunnen krijgen.

## Nederlands-Indië
Toen Boachi op 9 september 1850 aankwam in Batavia, werd hij uitgenodigd om in het paleis van de legercommandant, hertog Karel Bernhard van Saksen-Weimar-Eisenach, te wonen. Cornelis de Groot wachtte Boachi op om hem af te raden gebruik te maken van deze uitnodiging om geen jaloezie te wekken bij zijn collega's. Hoewel het lijkt alsof deze aanbeveling kwam van de gouverneur-generaal Rochussen, is het onwaarschijnlijk dat die zich zou bemoeien met de persoonlijke aangelegenheden van de hertog. Het advies was waarschijnlijk afkomstig van De Groot zelf. De Groot was succesvol en heeft Boachi ook later steeds tegengewerkt. Cornelis de Groot nam Boachi mee op zijn verre dienstreizen en gebruikte hem als bureau-ambtenaar, wellicht omdat Boachi niet zo bekwaam was als zijn collega's of om hem te vernederen. In 1852 op Madoera dwong De Groot Boachi achterstevoren te reizen, terwijl bijvoorbeeld een pangeran (inlands hoofd) vooruit mocht rijden. Toen de assistent-resident dit bemerkte, beval hij dat Boachi naast zijn chef mocht zitten. In 1853 tijdens een bezoek aan Banjarmasin, was De Groot te gast bij de resident terwijl Boachi bij de pakhuismeester ondergebracht was. Tijdens een feest georganiseerd door de resident werd Boachi aan het souper tussen inlanders van lage rang en Chinezen geplaatst in plaats van aan de hoofdtafel. Boachi weigerde deze behandeling en trok zich terug. De volgende dag bezocht de resident Boachi om zijn verontschuldiging aan te bieden. De Groot bleef echter onaangename situaties creëren, die wel door hogerhand afgekeurd werden, maar zijn behandeling veranderde desondanks niet.
Op 30 december 1853 werd Boachi benoemd tot ingenieur 3e klasse, maar weer met de toevoeging "buitengewoon". Zijn klachten over De Groot werden gehoord en hij werd toegestaan om jaarlijks van april tot oktober zelfstandig te werken. In 1854 deed hij onderzoek naar de aanwezigheid van steenkolen bij de Meeuwenbaai in de residentie Bantam, en in 1855 deed hij een vergelijkbaar onderzoek in het zuiden van de Preanger regentschappen. De rest van het jaar was hij bureauchef van De Groot. Toen Boachi zich in het begin van 1856 beklaagde bij gouverneur-generaal Duymaer van Twist over de toevoeging "buitengewoon" aan zijn titel, zei deze dat hij die titel niet kon veranderen, maar raadde hij Boachi aan om hierover in Nederland te klagen. Boachi vroeg om verlof en vertrok op 28 maart 1856.

## Schadeloosstelling
Bij een bezoek aan directeur Gerrit Simons van de Koninklijke Academie te Delft kwam Boachi erachter dat De Groot de titel "buitengewoon" had bedacht. Dit deed hem besluiten ontslag te vragen uit de overheidsdienst, omdat hij als mijnbouwingenieur toch steeds met De Groot te maken zou hebben. Hij vroeg ook de minister van Koloniën, mr. Pieter Mijer, om schadeloosstelling voor het niet nakomen van eerder aan hem gedane beloften. De minister wees zijn verzoek af, maar Boachi wist koning Willem III ervan te overtuigen om wel een schadeloosstelling goed te keuren. Na langdurig onderhandelen werd in 1857 besloten dat Boachi een maandelijkse toelage van 500 gulden zou ontvangen. Ook kreeg hij 710 hectare onontgonnen grond in de residentie Madiun in erfpacht voor koffieaanplant, hoewel koffieteelt een regeringsmonopolie was. Boachi vestigde zich vervolgens in Sukaraja. Als ondernemer had hij tegenslagen te verduren, zijn bedrijf leed verlies en moest uiteindelijk worden opgeheven. Daarna kreeg hij de verpachting van Sokasari in de assistent-residentie Buitenzorg. Hij verbouwde er rijst, maar ook dat leverde geen winst op en moest in 1898 worden beëindigd. In 1894 werd, op aanbeveling van de gouverneur-generaal jhr. van der Wijck, Boachi's toelage verhoogd tot 600 gulden per maand.

## Overlijden

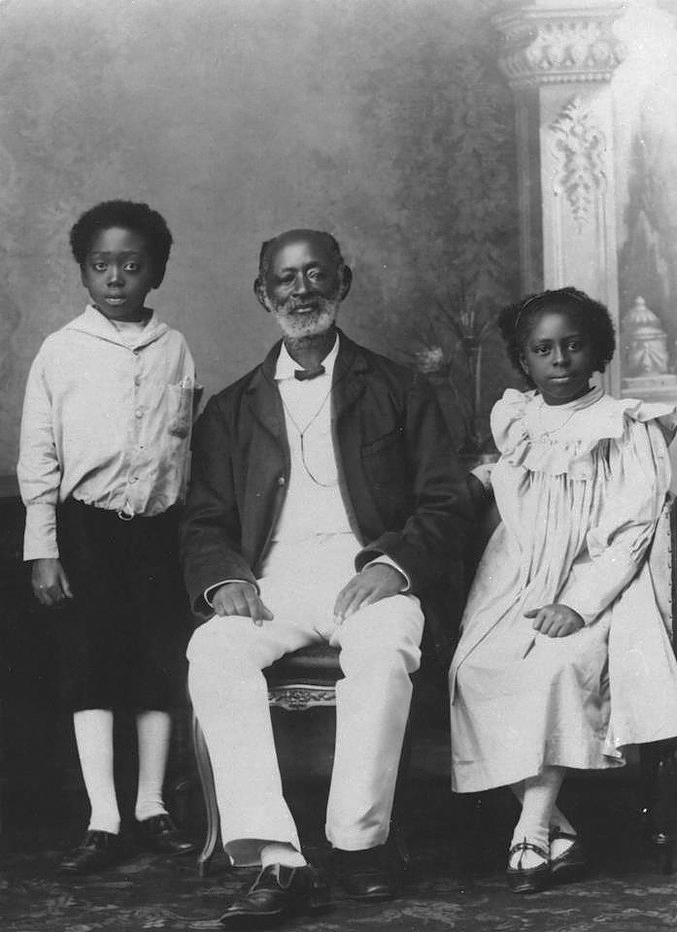
Aquasi Boachi met zijn kinderen, Aquasi jr. en Quamina Aquasina. (Java, 1900)

Boachi vestigde zich in Bantar Peteh, ten zuiden van Buitenzorg, en bleef daar wonen tot aan zijn overlijden. In zijn latere jaren in Indië was hij zeer geacht en de inlanders hadden grote eerbied voor hem als prins. Hij bleef voeling houden met zijn Delftse vrienden. Hij was lid van de Vereniging van Burgerlijke Ingenieurs vanaf 1854, maar bedankte in 1859 voor het lidmaatschap. In 1871 werd hij opnieuw lid en tevens correspondent voor Nederlands-Indië. In 1893 werd hij benoemd tot erelid.
Vanwege een slepende ziekte bracht hij zijn laatste levensmaanden door in het ziekenhuis te Buitenzorg. Hij liet verschillende kinderen na, buiten het huwelijk geboren bij inlandse vrouwen.

## Wetenswaardigheden
- Boachi was lid van de vrijmetselarij.[ref 5]
- Arthur Japin schreef de roman De zwarte met het witte hart (1997), geïnspireerd op de levensloop van de twee prinsen. Ten behoeve van de verhaallijn wijkt het boek op een groot aantal punten af van de werkelijkheid.

## Publicaties
- Boachi, Akwasi (1855)  Onderzoek naar de kolen, gevonden langs het strand der Meeuwenbaai, residentie Bantam. Natuurkundig Tijdschrift van Nederlands-Indië, IX, p. 49
- Boachi, Aquasie (1856) Onderzoek naar het aanwezen van steenkolen in het terrein aan de Tjilaloekbaai (Preanger Regentschappen) . Natuurkundig Tijdschrift van Nederlands-Indie, XI, p. 461
- Boachi, Aquasie (1856) Mededeelingen over de Chinezen op het Eiland Java. Bijdragen tot de Taal-, Land- en Volkenkunde, Volume 4, nr 2, pp 303-307